# Interlands voetbalelftal van Congo-Kinshasa 2010-2019
Deze pagina toont een gedetailleerd overzicht van de interlands die het voetbalelftal van Congo-Kinshasa speelt en heeft gespeeld in de periode 2010 – 2019.

## Interlands

### 2010
|                                                              |                                                                                        |       |                                 |                                               |
| 3 maart Vriendschappelijk № 191 «onderlinge duels» 16:30 uur | Nigeria                                                                                | 5 – 2 | Congo-Kinshasa                  | Nationaal stadion, Abuja Toeschouwers: 10.000 |
| 3 maart Vriendschappelijk № 191 «onderlinge duels» 16:30 uur | Peter Utaka 11' Osas Idehen 28' Chinedu Ezimorah 31' Victor Obinna 52' Osas Idehen 65' |       | 43' Bedi Mbenza 71' Bedi Mbenza | Nationaal stadion, Abuja Toeschouwers: 10.000 |

|                                                             |                |                                          |               |                                                              |
| 20 mei Vriendschappelijk № 192 «onderlinge duels» 18:00 uur | Congo-Kinshasa | 0 – 2                                    | Saoedi-Arabië | Alpenstadion, Wattens Scheidsrechter: Thomas Einwaller (AUT) |
| 20 mei Vriendschappelijk № 192 «onderlinge duels» 18:00 uur |                | 33' Ahmed Al-Fraidi 74' Sultan Al-Numare |               | Alpenstadion, Wattens Scheidsrechter: Thomas Einwaller (AUT) |

|                                                                  | |       |                                                                 |                                                                |
| 11 augustus Vriendschappelijk № 193 «onderlinge duels» 20:30 uur | Egypte                                                                                                  | 6 – 3 | Congo-Kinshasa                                                  | Cairo Stadium, Caïro Scheidsrechter: Caleb Amwayi Sikobe (KEN) |
| 11 augustus Vriendschappelijk № 193 «onderlinge duels» 20:30 uur | Ahmed Kamel 2' Ahmed Kamel 34' Ahmed Fathy 41' Mohamed Abou-Trika 44' Ahmed Hassan 49' Mohamed Nagy 66' |       | 16' Yves Diba Ilunga 54' Zola Matumona 69' (pen.) Zola Matumona | Cairo Stadium, Caïro Scheidsrechter: Caleb Amwayi Sikobe (KEN) |

|                                                                             |                                      |       |                                                                     |                                                                                       |
| 5 september Kwalificatie AK 2012 Groep E № 194 «onderlinge duels» 15:00 uur | Congo-Kinshasa                       | 2 – 4 | Senegal                                                             | Stade de Martyrs, Kinshasa Toeschouwers: 40.000 Scheidsrechter: Djamel Haimoudi (ALG) |
| 5 september Kwalificatie AK 2012 Groep E № 194 «onderlinge duels» 15:00 uur | Kazembe Mihayo 42' Patou Kabangu 71' |       | 6' Moussa Sow 12' Mamadou Niang 22' Mamadou Niang 57' Mamadou Niang | Stade de Martyrs, Kinshasa Toeschouwers: 40.000 Scheidsrechter: Djamel Haimoudi (ALG) |

|                                                                           |                     |       |                |                                                                                     |
| 9 oktober Kwalificatie AK 2012 Groep E № 195 «onderlinge duels» 15:30 uur | Kameroen            | 1 – 1 | Congo-Kinshasa | Roumdé Adjiastadion, Garoua Toeschouwers: 35.000 Scheidsrechter: Eddy Maillet (SEY) |
| 9 oktober Kwalificatie AK 2012 Groep E № 195 «onderlinge duels» 15:30 uur | Miala Nkulukuta 54' |       | 37' Yves Diba  | Roumdé Adjiastadion, Garoua Toeschouwers: 35.000 Scheidsrechter: Eddy Maillet (SEY) |

|                                                                  |                                                             |       |                |                                               |
| 17 november Vriendschappelijk № 196 «onderlinge duels» 18:00 uur | Mali                                                        | 3 – 1 | Congo-Kinshasa | Stade Roger Rochard, Évreux Toeschouwers: 130 |
| 17 november Vriendschappelijk № 196 «onderlinge duels» 18:00 uur | Modibo Maïga 49' Abdou Traoré 54' Ténéma N'Diaye 74' (pen.) |       | 16' Yves Diba  | Stade Roger Rochard, Évreux Toeschouwers: 130 |

### 2011
|                                                                        |                         |       |       |                                                                 |
| 8 januari Nijlkampioenschap Groep B № 197 «onderlinge duels» 14:45 uur | Congo-Kinshasa          | 1 – 0 | Kenia | Gehaz El Reyadastadion, Caïro Scheidsrechter: Denis Batte (UGA) |
| 8 januari Nijlkampioenschap Groep B № 197 «onderlinge duels» 14:45 uur | Bongeli Lofo 27' (pen.) |       |       | Gehaz El Reyadastadion, Caïro Scheidsrechter: Denis Batte (UGA) |

|                                                                         |                                          |       |                   |                                                                   |
| 11 januari Nijlkampioenschap Groep B № 198 «onderlinge duels» 16:45 uur | Congo-Kinshasa                           | 2 – 1 | Soedan            | Osman Ahmad Osmanstadion, Caïro Scheidsrechter: Orden Mbaga (TAN) |
| 11 januari Nijlkampioenschap Groep B № 198 «onderlinge duels» 16:45 uur | Matondo Salakiaku 33' Bongeli Lofo 90+3' |       | 71' Tahir Mohamed | Osman Ahmad Osmanstadion, Caïro Scheidsrechter: Orden Mbaga (TAN) |

|                                                                              |                |                  |         |                                                                |
| 14 januari Nijlkampioenschap Halve finale № 199 «onderlinge duels» 16:00 uur | Congo-Kinshasa | 0 – 1            | Oeganda | Petro Sportstadion, Caïro Scheidsrechter: Mahmoud Ashour (EGY) |
| 14 januari Nijlkampioenschap Halve finale № 199 «onderlinge duels» 16:00 uur |                | 23' Habeb Kofoma |         | Petro Sportstadion, Caïro Scheidsrechter: Mahmoud Ashour (EGY) |

|                                                                              |                |                    |       |                                                                                |
| 17 januari Nijlkampioenschap Troostfinale № 200 «onderlinge duels» 15:00 uur | Congo-Kinshasa | 1 – 0              | Kenia | Osman Ahmad Osmanstadion, Caïro Scheidsrechter: Mohamed Hussein El Fadil (SUD) |
| 17 januari Nijlkampioenschap Troostfinale № 200 «onderlinge duels» 15:00 uur |                | Ngandu Kasongo 31' |       | Osman Ahmad Osmanstadion, Caïro Scheidsrechter: Mohamed Hussein El Fadil (SUD) |

|                                                                 |                |                                              |       |                                                                                              |
| 9 februari Vriendschappelijk № 201 «onderlinge duels» 14:00 uur | Congo-Kinshasa | 2 – 0                                        | Gabon | Stade Aimé Bergeal, Mantes-la-Ville Toeschouwers: 300 Scheidsrechter: Hervé Piccirillo (FRA) |
| 9 februari Vriendschappelijk № 201 «onderlinge duels» 14:00 uur |                | 23' Stéphane Nguéma 53' (pen.) Daniel Cousin |       | Stade Aimé Bergeal, Mantes-la-Ville Toeschouwers: 300 Scheidsrechter: Hervé Piccirillo (FRA) |

|                                                                          |                                                          |       |           |                                                                                      |
| 27 maart Kwalificatie AK 2012 Groep E № 202 «onderlinge duels» 15:30 uur | Congo-Kinshasa                                           | 3 – 0 | Mauritius | Stade de Martyrs, Kinshasa Toeschouwers: 45.000 Scheidsrechter: Solomon Wokoma (FRA) |
| 27 maart Kwalificatie AK 2012 Groep E № 202 «onderlinge duels» 15:30 uur | Lomana LuaLua 24' (pen.) Zola Matumona 48' Yves Diba 69' |       |           | Stade de Martyrs, Kinshasa Toeschouwers: 45.000 Scheidsrechter: Solomon Wokoma (FRA) |

|                                                                        |                         |       |                                 |                                                                              |
| 5 juni Kwalificatie AK 2012 Groep E № 203 «onderlinge duels» 15:00 uur | Mauritius               | 1 – 2 | Congo-Kinshasa                  | Stade Anjalay, Mapou Toeschouwers: 6.000 Scheidsrechter: Kalyoto Ngosi (MAW) |
| 5 juni Kwalificatie AK 2012 Groep E № 203 «onderlinge duels» 15:00 uur | Jonathan Bru 11' (pen.) |       | 20' Yves Diba 45' Patou Kabangu | Stade Anjalay, Mapou Toeschouwers: 6.000 Scheidsrechter: Kalyoto Ngosi (MAW) |

|                                                                  |                                                              |       |                |                                  |
| 10 augustus Vriendschappelijk № 204 «onderlinge duels» 18:00 uur | Gambia                                                       | 3 – 0 | Congo-Kinshasa | Onafhankelijkheidsstadion, Bakau |
| 10 augustus Vriendschappelijk № 204 «onderlinge duels» 18:00 uur | Tijan Jaiteh 18' Demba Savage 23' Momoudou Ceesay 75' (pen.) |       |                | Onafhankelijkheidsstadion, Bakau |

|                                                                  |                  |       |                                        |                                                    |
| 27 augustus Vriendschappelijk № 205 «onderlinge duels» 18:00 uur | Angola           | 1 – 2 | Congo-Kinshasa                         | Estádio Quintalão, Lunda Norte Toeschouwers: 4.000 |
| 27 augustus Vriendschappelijk № 205 «onderlinge duels» 18:00 uur | João Martins 13' |       | 41' Daniel Bakongolia 63' Walby Niemba | Estádio Quintalão, Lunda Norte Toeschouwers: 4.000 |

|                                                                             |                               |       |                |                                                                                               |
| 3 september Kwalificatie AK 2012 Groep E № 206 «onderlinge duels» 15:00 uur | Senegal                       | 2 – 0 | Congo-Kinshasa | Stade Léopold-Sédar-Senghor, Dakar Toeschouwers: 35.000 Scheidsrechter: Noumandiez Doué (CIV) |
| 3 september Kwalificatie AK 2012 Groep E № 206 «onderlinge duels» 15:00 uur | Moussa Sow 34' Moussa Sow 50' |       |                | Stade Léopold-Sédar-Senghor, Dakar Toeschouwers: 35.000 Scheidsrechter: Noumandiez Doué (CIV) |

|                                                                           |                                    |       |                                                            |                                                                                            |
| 7 oktober Kwalificatie AK 2012 Groep E № 207 «onderlinge duels» 15:30 uur | Congo-Kinshasa                     | 2 – 3 | Kameroen                                                   | Stade des Martyrs, Kinshasa Toeschouwers: 20.000 Scheidsrechter: Khalid Abdel Rahman (SUD) |
| 7 oktober Kwalificatie AK 2012 Groep E № 207 «onderlinge duels» 15:30 uur | Dioko Kaluyituka 11' Déo Kanda 40' |       | 18' Samuel Eto'o 75' Matthew Mbuta 79' Maxim Choupo-Moting | Stade des Martyrs, Kinshasa Toeschouwers: 20.000 Scheidsrechter: Khalid Abdel Rahman (SUD) |

|                                                                 |         |                                                   |                |                                             |
| 6 november Vriendschappelijk № 208 «onderlinge duels» 15:30 uur | Lesotho | 0 – 3                                             | Congo-Kinshasa | Soccer City, Johannesburg Toeschouwers: 250 |
| 6 november Vriendschappelijk № 208 «onderlinge duels» 15:30 uur |         | 30' Trésor Mputu 40' Déo Kanda 82' Kazembe Mihayo |                | Soccer City, Johannesburg Toeschouwers: 250 |

|                                                                                  |                    |       |                                                         |                                                                                |
| 11 november Kwalificatie WK 2014 Eerste ronde № 209 «onderlinge duels» 15:00 uur | Swaziland          | 1 – 3 | Congo-Kinshasa                                          | Somhlolostadion, Lobamba Toeschouwers: 785 Scheidsrechter: Janny Sikazwe (ZAM) |
| 11 november Kwalificatie WK 2014 Eerste ronde № 209 «onderlinge duels» 15:00 uur | Sidumo Shongwe 63' |       | 18' Dioko Kaluyituka 22' Trésor Mputu 72' Gladys Bokese | Somhlolostadion, Lobamba Toeschouwers: 785 Scheidsrechter: Janny Sikazwe (ZAM) |

|                                                                                  |                                                                                          |       |                    |                                                                                           |
| 15 november Kwalificatie WK 2014 Eerste ronde № 210 «onderlinge duels» 15:00 uur | Congo-Kinshasa                                                                           | 5 – 1 | Swaziland          | Stade de Martyrs, Kinshasa Toeschouwers: 24.000 Scheidsrechter: Jean-Michel Moukoko (CGO) |
| 15 november Kwalificatie WK 2014 Eerste ronde № 210 «onderlinge duels» 15:00 uur | Trésor Mputu 8' Dioko Kaluyituka 46' Trésor Mputu 49' Dioko Kaluyituka 61' Yves Diba 66' |       | 63' Sidumo Shongwe | Stade de Martyrs, Kinshasa Toeschouwers: 24.000 Scheidsrechter: Jean-Michel Moukoko (CGO) |

### 2012
|                                                                 |                                         |       |                                            |                                                  |
| 15 januari Vriendschappelijk № 211 «onderlinge duels» 17:30 uur | Oman                                    | 2 – 2 | Congo-Kinshasa                             | Sultan Qaboosstadion, Masqat Toeschouwers: 2.500 |
| 15 januari Vriendschappelijk № 211 «onderlinge duels» 17:30 uur | Jaber Al-Owaisi 7' Hasan Al-Ghilani 57' |       | 47' Emomo Eddy Ngoy 78' Yves Angani Kayiba | Sultan Qaboosstadion, Masqat Toeschouwers: 2.500 |

|                                                                  |          |       |                |                                      |
| 23 februari Vriendschappelijk № 212 «onderlinge duels» 17:30 uur | Tanzania | 0 – 0 | Congo-Kinshasa | Benjamin Mkapastadion, Dar es Salaam |
| 23 februari Vriendschappelijk № 212 «onderlinge duels» 17:30 uur |          |       |                | Benjamin Mkapastadion, Dar es Salaam |

|                                                                                  |            |                                                                                |                |                                                                                   |
| 29 februari Kwalificatie AK 2013 Eerste ronde № 213 «onderlinge duels» 16:30 uur | Seychellen | 0 – 4                                                                          | Congo-Kinshasa | Stade Linité, Victoria Toeschouwers: 400 Scheidsrechter: Aboubacar Bangoura (GUI) |
| 29 februari Kwalificatie AK 2013 Eerste ronde № 213 «onderlinge duels» 16:30 uur |            | 11' Dioko Kaluyituka 28' Trésor Mputu 48' Dioko Kaluyituka 90' Jérémie Basilua |                | Stade Linité, Victoria Toeschouwers: 400 Scheidsrechter: Aboubacar Bangoura (GUI) |

|                                                              |        |       |                |                                                   |
| 2 maart Vriendschappelijk № 214 «onderlinge duels» 19:15 uur | Egypte | 0 – 0 | Congo-Kinshasa | Thani bin Jassimstadion, Doha Toeschouwers: 1.500 |
| 2 maart Vriendschappelijk № 214 «onderlinge duels» 19:15 uur |        |       |                | Thani bin Jassimstadion, Doha Toeschouwers: 1.500 |

|                                                                        |                                     |       |                |                                                                                         |
| 2 juni Kwalificatie WK 2014 Groep I № 215 «onderlinge duels» 15:30 uur | Kameroen                            | 1 – 0 | Congo-Kinshasa | Stade Ahmadou-Ahidjo, Yaoundé Toeschouwers: 10.000 Scheidsrechter: Daniel Bennett (RSA) |
| 2 juni Kwalificatie WK 2014 Groep I № 215 «onderlinge duels» 15:30 uur | Eric Maxim Choupo-Moting 54' (pen.) |       |                | Stade Ahmadou-Ahidjo, Yaoundé Toeschouwers: 10.000 Scheidsrechter: Daniel Bennett (RSA) |

|                                                                         |                                               |       |      |                                                                                      |
| 10 juni Kwalificatie WK 2014 Groep I № 216 «onderlinge duels» 15:30 uur | Congo-Kinshasa                                | 2 – 0 | Togo | Stade de Martyrs, Kinshasa Toeschouwers: 50.000 Scheidsrechter: Mohamed Farouk (EGY) |
| 10 juni Kwalificatie WK 2014 Groep I № 216 «onderlinge duels» 15:30 uur | Trésor Mputu 23' Dieumerci Mbokani 81' (pen.) |       |      | Stade de Martyrs, Kinshasa Toeschouwers: 50.000 Scheidsrechter: Mohamed Farouk (EGY) |

|                                                                              |                                                      |       |            |                                                                                              |
| 17 juni Kwalificatie AK 2013 Eerste ronde № 217 «onderlinge duels» 15:30 uur | Congo-Kinshasa                                       | 3 – 0 | Seychellen | Stade de Martyrs, Kinshasa Toeschouwers: 25.000 Scheidsrechter: Fredrick Kayindi-Ngobi (UGA) |
| 17 juni Kwalificatie AK 2013 Eerste ronde № 217 «onderlinge duels» 15:30 uur | Dieumerci Mbokani 38' Issama Mpeko 45' Déo Kanda 84' |       |            | Stade de Martyrs, Kinshasa Toeschouwers: 25.000 Scheidsrechter: Fredrick Kayindi-Ngobi (UGA) |

|                                                                                  |                                                                                 |       |                    |                                                                          |
| 9 september Kwalificatie AK 2013 Tweede ronde № 218 «onderlinge duels» 15:30 uur | Congo-Kinshasa                                                                  | 4 – 0 | Equatoriaal-Guinea | Stade de Martyrs, Kinshasa Scheidsrechter: Rajindraparsad Seechurn (MRI) |
| 9 september Kwalificatie AK 2013 Tweede ronde № 218 «onderlinge duels» 15:30 uur | Dieumerci Mbokani 55' Déo Kanda 60' Dieumerci Mbokani 73' Dieumerci Mbokani 79' |       |                    | Stade de Martyrs, Kinshasa Scheidsrechter: Rajindraparsad Seechurn (MRI) |

|                                                                                 |                                             |       |                      |                                                                    |
| 14 oktober Kwalificatie AK 2013 Tweede ronde № 219 «onderlinge duels» 18:00 uur | Equatoriaal-Guinea                          | 2 – 1 | Congo-Kinshasa       | Nuevo Estadio de Malabo, Malabo Scheidsrechter: Ousmane Fall (SEN) |
| 14 oktober Kwalificatie AK 2013 Tweede ronde № 219 «onderlinge duels» 18:00 uur | Ricardinho Martins 23' Judson do Bonfim 35' |       | 43' Youssouf Mulumbu | Nuevo Estadio de Malabo, Malabo Scheidsrechter: Ousmane Fall (SEN) |

|                                                                  |                |                           |              |                                                               |
| 14 november Vriendschappelijk № 220 «onderlinge duels» 18:00 uur | Congo-Kinshasa | 0 – 1                     | Burkina Faso | Stade El Abdi, El Jadida Scheidsrechter: Khalid Ennouni (MAR) |
| 14 november Vriendschappelijk № 220 «onderlinge duels» 18:00 uur |                | 29' (pen.) Aristide Bancé |              | Stade El Abdi, El Jadida Scheidsrechter: Khalid Ennouni (MAR) |

### 2013
| Afrikaans kampioenschap voetbal 2013 |
| ------------------------------------ |

|                                                                               |                                               |       |                                               | |
| 20 januari Afrikaans kampioenschap Groep B № 221 «onderlinge duels» 16:00 uur | Ghana                                         | 2 – 2 | Congo-Kinshasa                                | Nelson Mandelabaaistadion, Port Elizabeth Toeschouwers: 7.000 Scheidsrechter: Daniel Bennett (RSA) |
| 20 januari Afrikaans kampioenschap Groep B № 221 «onderlinge duels» 16:00 uur | Emmanuel Agyemang-Badu 40' Kwadwo Asamoah 50' |       | 53' Trésor Mputu 68' (pen.) Dieumerci Mbokani | Nelson Mandelabaaistadion, Port Elizabeth Toeschouwers: 7.000 Scheidsrechter: Daniel Bennett (RSA) |

|                                                                               |       |       |                | |
| 24 januari Afrikaans kampioenschap Groep B № 222 «onderlinge duels» 20:00 uur | Niger | 0 – 0 | Congo-Kinshasa | Nelson Mandelabaaistadion, Port Elizabeth Toeschouwers: 12.000 Scheidsrechter: Bouchaïb El Ahrach (MAR) |
| 24 januari Afrikaans kampioenschap Groep B № 222 «onderlinge duels» 20:00 uur |       |       |                | Nelson Mandelabaaistadion, Port Elizabeth Toeschouwers: 12.000 Scheidsrechter: Bouchaïb El Ahrach (MAR) |

|                                                                               |                             |       |                     |                                                                                        |
| 28 januari Afrikaans kampioenschap Groep B № 223 «onderlinge duels» 19:00 uur | Congo-Kinshasa              | 1 – 1 | Mali                | Moses Mabhidastadion, Durban Toeschouwers: 8.000 Scheidsrechter: Djamel Haimoudi (ALG) |
| 28 januari Afrikaans kampioenschap Groep B № 223 «onderlinge duels» 19:00 uur | Dieumerci Mbokani 3' (pen.) |       | 15' Mamadou Samassa | Moses Mabhidastadion, Durban Toeschouwers: 8.000 Scheidsrechter: Djamel Haimoudi (ALG) |

|  |  |  |  |  |  |  |  |  |

|                                                                          |                |       |       |                                                                                      |
| 24 maart Kwalificatie WK 2014 Groep I № 224 «onderlinge duels» 15:30 uur | Congo-Kinshasa | 0 – 0 | Libië | Stade de Martyrs, Kinshasa Toeschouwers: 53.500 Scheidsrechter: William Agbovi (GHA) |
| 24 maart Kwalificatie WK 2014 Groep I № 224 «onderlinge duels» 15:30 uur |                |       |       | Stade de Martyrs, Kinshasa Toeschouwers: 53.500 Scheidsrechter: William Agbovi (GHA) |

|                                                                        |       |       |                |                                                                                 |
| 7 juni Kwalificatie WK 2014 Groep I № 225 «onderlinge duels» 17:30 uur | Libië | 0 – 0 | Congo-Kinshasa | 11 Junistadion, Tripoli Toeschouwers: 35.000 Scheidsrechter: Joshua Bondo (BOT) |
| 7 juni Kwalificatie WK 2014 Groep I № 225 «onderlinge duels» 17:30 uur |       |       |                | 11 Junistadion, Tripoli Toeschouwers: 35.000 Scheidsrechter: Joshua Bondo (BOT) |

|                                                                         |                |       |          |                                                                                     |
| 16 juni Kwalificatie WK 2014 Groep I № 226 «onderlinge duels» 15:30 uur | Congo-Kinshasa | 0 – 0 | Kameroen | Stade de Martyrs, Kinshasa Toeschouwers: 80.000 Scheidsrechter: Badara Diatta (SEN) |
| 16 juni Kwalificatie WK 2014 Groep I № 226 «onderlinge duels» 15:30 uur |                |       |          | Stade de Martyrs, Kinshasa Toeschouwers: 80.000 Scheidsrechter: Badara Diatta (SEN) |

|                                                                               |                                      |       |                   |                                                              |
| 7 juli Kwalificatie CHAN 2014 Eerste ronde № 227 «onderlinge duels» 15:00 uur | Congo-Kinshasa                       | 2 – 1 | Congo-Brazzaville | Stade de Martyrs, Kinshasa Scheidsrechter: Denis Batte (UGA) |
| 7 juli Kwalificatie CHAN 2014 Eerste ronde № 227 «onderlinge duels» 15:00 uur | Kabamba Mukundji 7' Éric Bokanga 72' |       | 28' Boris Moubhio | Stade de Martyrs, Kinshasa Scheidsrechter: Denis Batte (UGA) |

|                                                                                |                             |       |                |                                                                                   |
| 28 juli Kwalificatie CHAN 2014 Eerste ronde № 228 «onderlinge duels» 15:00 uur | Congo-Brazzaville           | 1 – 0 | Congo-Kinshasa | Stade Denis Sassou Nguesso, Dolisie Scheidsrechter: Aurelien Juankou Wandji (CMR) |
| 28 juli Kwalificatie CHAN 2014 Eerste ronde № 228 «onderlinge duels» 15:00 uur | Thierry Kasereka 87' (e.d.) |       |                | Stade Denis Sassou Nguesso, Dolisie Scheidsrechter: Aurelien Juankou Wandji (CMR) |

|                                                                                    |          |                   |                |                                                                      |
| 26 augustus Kwalificatie CHAN 2014 Eerste ronde № 229 «onderlinge duels» 15:00 uur | Kameroen | 0 – 1             | Congo-Kinshasa | Stade Roumdé Adjia, Garoua Scheidsrechter: Khalid Abdel Rahman (SUD) |
| 26 augustus Kwalificatie CHAN 2014 Eerste ronde № 229 «onderlinge duels» 15:00 uur |          | 65' Ndombe Mubele |                | Stade Roumdé Adjia, Garoua Scheidsrechter: Khalid Abdel Rahman (SUD) |

|                                                                                    |                        |       |                 |                                                                     |
| 30 augustus Kwalificatie CHAN 2014 Eerste ronde № 230 «onderlinge duels» 15:00 uur | Congo-Kinshasa         | 1 – 1 | Kameroen        | Stade TP Mazembe, Lubumbashi Scheidsrechter: Youssef Essrayri (TUN) |
| 30 augustus Kwalificatie CHAN 2014 Eerste ronde № 230 «onderlinge duels» 15:00 uur | Patou Simbi Ebunga 31' |       | 60' Julien Ebah | Stade TP Mazembe, Lubumbashi Scheidsrechter: Youssef Essrayri (TUN) |

|                                                                             |                                           |       |                  |                                                                                    |
| 8 september Kwalificatie WK 2014 Groep I № 231 «onderlinge duels» 15:30 uur | Togo                                      | 2 – 1 | Congo-Kinshasa   | Stade de Kégué, Lomé Toeschouwers: 16.000 Scheidsrechter: Bouchaïb El Ahrach (EGY) |
| 8 september Kwalificatie WK 2014 Groep I № 231 «onderlinge duels» 15:30 uur | Lalawélé Atakora 34' Backer Aloenouvo 90' |       | 84' Patou Ebunga | Stade de Kégué, Lomé Toeschouwers: 16.000 Scheidsrechter: Bouchaïb El Ahrach (EGY) |

### 2014
| African Championship of Nations 2014 |
| ------------------------------------ |

|                                                                                       |                      |       |            |                                                                                            |
| 14 januari African Championship of Nations Groep C № 232 «onderlinge duels» 17:00 uur | Congo-Kinshasa       | 1 – 0 | Mauritanië | Peter Mokabastadion, Pietersburg Toeschouwers: 6.000 Scheidsrechter: Mohamed Benouza (ALG) |
| 14 januari African Championship of Nations Groep C № 232 «onderlinge duels» 17:00 uur | Emomo Eddy Ngoyi 51' |       |            | Peter Mokabastadion, Pietersburg Toeschouwers: 6.000 Scheidsrechter: Mohamed Benouza (ALG) |

|                                                                                       |                |                 |       |                                                                                           |
| 18 januari African Championship of Nations Groep C № 233 «onderlinge duels» 17:00 uur | Congo-Kinshasa | 0 – 1           | Gabon | Peter Mokabastadion, Pietersburg Toeschouwers: 2.000 Scheidsrechter: Joseph Lamptey (GHA) |
| 18 januari African Championship of Nations Groep C № 233 «onderlinge duels» 17:00 uur |                | 2' Erwin Nguéma |       | Peter Mokabastadion, Pietersburg Toeschouwers: 2.000 Scheidsrechter: Joseph Lamptey (GHA) |

|                                                                                       |                        |       |                                                           |                                                                                           |
| 22 januari African Championship of Nations Groep C № 234 «onderlinge duels» 19:00 uur | Burkina Faso           | 1 – 2 | Congo-Kinshasa                                            | Peter Mokabastadion, Pietersburg Toeschouwers: 3.500 Scheidsrechter: Bamlak Tessema (ETH) |
| 22 januari African Championship of Nations Groep C № 234 «onderlinge duels» 19:00 uur | Selemani Ndikumana 14' |       | 24' Jean-Marc Makusu Mundele 37' Jean-Marc Makusu Mundele | Peter Mokabastadion, Pietersburg Toeschouwers: 3.500 Scheidsrechter: Bamlak Tessema (ETH) |

|                                                                                           |                           |       |                |                                                                                              |
| 26 januari African Championship of Nations Kwartfinale № 235 «onderlinge duels» 19:30 uur | Ghana                     | 1 – 0 | Congo-Kinshasa | Vrystaatstadion, Bloemfontein Toeschouwers: 12.000 Scheidsrechter: Lemghaifry Ould Ali (MTN) |
| 26 januari African Championship of Nations Kwartfinale № 235 «onderlinge duels» 19:30 uur | Kwabena Adusei 68' (pen.) |       |                | Vrystaatstadion, Bloemfontein Toeschouwers: 12.000 Scheidsrechter: Lemghaifry Ould Ali (MTN) |

|  |  |  |  |  |  |  |  |  |

|                                                                             |                |                                         |          |                                                                       |
| 6 september Kwalificatie AK 2015 Groep D № 236 «onderlinge duels» 14:00 uur | Congo-Kinshasa | 0 – 2                                   | Kameroen | Stade TP Mazembe, Lubumbashi Scheidsrechter: Eric Otogo-Castane (GAB) |
| 6 september Kwalificatie AK 2015 Groep D № 236 «onderlinge duels» 14:00 uur |                | 45' Clinton N'Jie 82' Vincent Aboubakar |          | Stade TP Mazembe, Lubumbashi Scheidsrechter: Eric Otogo-Castane (GAB) |

|                                                                              |              |                                     |                |                                                                     |
| 10 september Kwalificatie AK 2015 Groep D № 237 «onderlinge duels» 14:00 uur | Sierra Leone | 0 – 2                               | Congo-Kinshasa | Stade TP Mazembe, Lubumbashi Scheidsrechter: Youssef Essrayri (TUN) |
| 10 september Kwalificatie AK 2015 Groep D № 237 «onderlinge duels» 14:00 uur |              | 51' Ndombe Mubele 88' Jeremy Bokila |                | Stade TP Mazembe, Lubumbashi Scheidsrechter: Youssef Essrayri (TUN) |

|                                                                            |                            |       |                                  |                                                                     |
| 11 oktober Kwalificatie AK 2015 Groep D № 238 «onderlinge duels» 16:30 uur | Congo-Kinshasa             | 1 – 2 | Ivoorkust                        | Stade des Martyrs, Kinshasa Scheidsrechter: Mehdi Abid Charef (ALG) |
| 11 oktober Kwalificatie AK 2015 Groep D № 238 «onderlinge duels» 16:30 uur | Cédric Mongongu 68' (pen.) |       | 23' Wilfried Bony 83' Max Gradel | Stade des Martyrs, Kinshasa Scheidsrechter: Mehdi Abid Charef (ALG) |

|                                                                            |                                                    |       |                                                                              |                                                                                                 |
| 15 oktober Kwalificatie AK 2015 Groep D № 239 «onderlinge duels» 19:00 uur | Ivoorkust                                          | 3 – 4 | Congo-Kinshasa                                                               | Stade Félix Houphouët-Boigny, Abidjan Toeschouwers: 14.101 Scheidsrechter: Bakary Gassama (GAM) |
| 15 oktober Kwalificatie AK 2015 Groep D № 239 «onderlinge duels» 19:00 uur | Yaya Touré 24' Salomon Kalou 68' Salomon Kalou 72' |       | 21' Neeskens Kebano 33' Junior Kabananga 36' Jeremy Bokila 88' Jeremy Bokila | Stade Félix Houphouët-Boigny, Abidjan Toeschouwers: 14.101 Scheidsrechter: Bakary Gassama (GAM) |

|                                                                             |                       |       |                |                                                                  |
| 15 november Kwalificatie AK 2015 Groep D № 240 «onderlinge duels» 15:00 uur | Kameroen              | 1 – 0 | Congo-Kinshasa | Stade Ahmadou Ahidjo, Yaoundé Scheidsrechter: Joshua Bondo (BOT) |
| 15 november Kwalificatie AK 2015 Groep D № 240 «onderlinge duels» 15:00 uur | Vincent Aboubakar 71' |       |                | Stade Ahmadou Ahidjo, Yaoundé Scheidsrechter: Joshua Bondo (BOT) |

|                                                                             |                                                                    |       |                 |                                                                |
| 19 november Kwalificatie AK 2015 Groep D № 241 «onderlinge duels» 15:00 uur | Congo-Kinshasa                                                     | 3 – 1 | Sierra Leone    | Stade de Martyrs, Kinshasa Scheidsrechter: Wiish Yabarow (SOM) |
| 19 november Kwalificatie AK 2015 Groep D № 241 «onderlinge duels» 15:00 uur | Yannick Bolasie 40' Cédric Mongongu 62' (pen.) Yannick Bolasie 90' |       | 27' John Kamara | Stade de Martyrs, Kinshasa Scheidsrechter: Wiish Yabarow (SOM) |

### 2015
|                                                                |                    |       |                     |                                                                                                 |
| 7 januari Vriendschappelijk № 242 «onderlinge duels» 14:30 uur | Kameroen           | 1 – 1 | Congo-Kinshasa      | Stade Omnisport Ahmadou Ahidjo, Yaoundé Toeschouwers: 30.000 Scheidsrechter: Yves Roponat (CMR) |
| 7 januari Vriendschappelijk № 242 «onderlinge duels» 14:30 uur | Franck Etoundi 36' |       | 90' Yannick Bolasie | Stade Omnisport Ahmadou Ahidjo, Yaoundé Toeschouwers: 30.000 Scheidsrechter: Yves Roponat (CMR) |

| Afrikaans kampioenschap voetbal 2015 |
| ------------------------------------ |

|                                                                               |                    |       |                     |                                                                                               |
| 18 januari Afrikaans kampioenschap Groep B № 243 «onderlinge duels» 17:00 uur | Zambia             | 1 – 1 | Congo-Kinshasa      | Nuevo Estadio de Ebebiyín, Ebebiyín Toeschouwers: 7.319 Scheidsrechter: Gehad Grisha (Egypte) |
| 18 januari Afrikaans kampioenschap Groep B № 243 «onderlinge duels» 17:00 uur | Given Singuluma 2' |       | 66' Yannick Bolasie | Nuevo Estadio de Ebebiyín, Ebebiyín Toeschouwers: 7.319 Scheidsrechter: Gehad Grisha (Egypte) |

|                                                                               |            |       |                |                                                                                               |
| 22 januari Afrikaans kampioenschap Groep B № 244 «onderlinge duels» 20:00 uur | Kaapverdië | 0 – 0 | Congo-Kinshasa | Nuevo Estadio de Ebebiyín, Ebebiyín Toeschouwers: 7.680 Scheidsrechter: Malang Diedhiou (SEN) |
| 22 januari Afrikaans kampioenschap Groep B № 244 «onderlinge duels» 20:00 uur |            |       |                | Nuevo Estadio de Ebebiyín, Ebebiyín Toeschouwers: 7.680 Scheidsrechter: Malang Diedhiou (SEN) |

|                                                                               |                   |       |                   |                                                                                 |
| 26 januari Afrikaans kampioenschap Groep B № 245 «onderlinge duels» 19:00 uur | Congo-Kinshasa    | 1 – 1 | Tunesië           | Estadio de Bata, Bata Toeschouwers: 11.463 Scheidsrechter: Bakary Gassama (GAM) |
| 26 januari Afrikaans kampioenschap Groep B № 245 «onderlinge duels» 19:00 uur | Jeremy Bokila 66' |       | 31' Ahmed Akaïchi | Estadio de Bata, Bata Toeschouwers: 11.463 Scheidsrechter: Bakary Gassama (GAM) |

|                                                                                   |                                      |       |                                                          |                                                                                  |
| 31 januari Afrikaans kampioenschap Kwartfinale № 246 «onderlinge duels» 17:00 uur | Congo-Brazzaville                    | 2 – 4 | Congo-Kinshasa                                           | Estadio de Bata, Bata Toeschouwers: 31.670 Scheidsrechter: Bernard Camille (SEY) |
| 31 januari Afrikaans kampioenschap Kwartfinale № 246 «onderlinge duels» 17:00 uur | Férébory Doré 55' Thievy Bifouma 62' |       | 65' Dieumerci Mbokani 75' Jeremy Bokila 81' Joël Kimwaki | Estadio de Bata, Bata Toeschouwers: 31.670 Scheidsrechter: Bernard Camille (SEY) |

|                                                                                    |                              |       |                                                |                                                                              |
| 4 februari Afrikaans kampioenschap Halve finale № 247 «onderlinge duels» 20:00 uur | Congo-Kinshasa               | 1 – 3 | Ivoorkust                                      | Estadio de Bata, Bata Toeschouwers: 30.000 Scheidsrechter: Sidi Alioum (CMR) |
| 4 februari Afrikaans kampioenschap Halve finale № 247 «onderlinge duels» 20:00 uur | Dieumerci Mbokani 24' (pen.) |       | 20' Yaya Touré 41' Gervinho 68' Wilfried Kanon | Estadio de Bata, Bata Toeschouwers: 30.000 Scheidsrechter: Sidi Alioum (CMR) |

|                                                                                    |                                                            |       |                                                              |                                                                    |
| 7 februari Afrikaans kampioenschap Troostfinale № 248 «onderlinge duels» 17:00 uur | Congo-Kinshasa                                             | 0 – 0 | Equatoriaal-Guinea                                           | Nuevo Estadio de Malabo, Malabo Scheidsrechter: Gehad Grisha (EGY) |
| 7 februari Afrikaans kampioenschap Troostfinale № 248 «onderlinge duels» 17:00 uur |                                                            |       |                                                              | Nuevo Estadio de Malabo, Malabo Scheidsrechter: Gehad Grisha (EGY) |
| 7 februari Afrikaans kampioenschap Troostfinale № 248 «onderlinge duels» 17:00 uur | Strafschoppen                                              |       |                                                              | Nuevo Estadio de Malabo, Malabo Scheidsrechter: Gehad Grisha (EGY) |
| 7 februari Afrikaans kampioenschap Troostfinale № 248 «onderlinge duels» 17:00 uur | Cedrick Mabwati Lema Mabidi Chancel Mbemba Cédric Mongongu | 4 – 2 | Javier Balboa Raúl Fabiani Juvenal Edjogo-Owono Viera Ellong | Nuevo Estadio de Malabo, Malabo Scheidsrechter: Gehad Grisha (EGY) |

|  |  |  |  |  |  |  |  |  |

|                                                               |                                         |       |                     |                           |
| 28 maart Vriendschappelijk № 249 «onderlinge duels» 19:00 uur | Irak                                    | 2 – 1 | Congo-Kinshasa      | The Sevens Stadium, Dubai |
| 28 maart Vriendschappelijk № 249 «onderlinge duels» 19:00 uur | Ahmad Ibrahim Khalaf 5' Humam Tariq 72' |       | 20' Paul-José Mpoku | The Sevens Stadium, Dubai |

|                                                               |                |                 |      |                                                                                                 |
| 31 maart Vriendschappelijk № 250 «onderlinge duels» 19:00 uur | Congo-Kinshasa | 0 – 1           | Irak | Khalid bin Mohammedstadion, Sharjah Toeschouwers: 1.000 Scheidsrechter: Abdullah Al-Zaabi (VAE) |
| 31 maart Vriendschappelijk № 250 «onderlinge duels» 19:00 uur |                | 28' Yaser Kasim |      | Khalid bin Mohammedstadion, Sharjah Toeschouwers: 1.000 Scheidsrechter: Abdullah Al-Zaabi (VAE) |

|                                                             |                   |       |                  |                                                                                          |
| 9 juni Vriendschappelijk № 251 «onderlinge duels» 18:30 uur | Congo-Kinshasa    | 1 – 1 | Kameroen         | Stade Charles Tondreau, Bergen Toeschouwers: 5.000 Scheidsrechter: Nicolas Laforge (BEL) |
| 9 juni Vriendschappelijk № 251 «onderlinge duels» 18:30 uur | Jordan Botaka 11' |       | 39' Henri Bédimo | Stade Charles Tondreau, Bergen Toeschouwers: 5.000 Scheidsrechter: Nicolas Laforge (BEL) |

|                                                                         |                                    |       |                     |                                                                     |
| 14 juni Kwalificatie AK 2017 Groep B № 252 «onderlinge duels» 15:30 uur | Congo-Kinshasa                     | 2 – 1 | Madagaskar          | Stade Tata-Raphaël, Kinshasa Scheidsrechter: Beranger Woungui (GAB) |
| 14 juni Kwalificatie AK 2017 Groep B № 252 «onderlinge duels» 15:30 uur | Ndombe Mubele 58' Joël Kimwaki 73' |       | 77' Jeannot Vombola | Stade Tata-Raphaël, Kinshasa Scheidsrechter: Beranger Woungui (GAB) |

|                                                                             |                                               |       |                |                                                                      |
| 6 september Kwalificatie AK 2017 Groep B № 253 «onderlinge duels» 15:00 uur | Centraal-Afrikaanse Republiek                 | 2 – 0 | Congo-Kinshasa | Barthélemy Bogandastadion, Bangui Scheidsrechter: Antoine Effa (CMR) |
| 6 september Kwalificatie AK 2017 Groep B № 253 «onderlinge duels» 15:00 uur | Vianney Mabidé 24' (pen.) Junior Gourrier 33' |       |                | Barthélemy Bogandastadion, Bangui Scheidsrechter: Antoine Effa (CMR) |

|                                                                |         |                                           |                |                                                                                         |
| 8 oktober Vriendschappelijk № 254 «onderlinge duels» 18:00 uur | Nigeria | 0 – 2                                     | Congo-Kinshasa | Stade de la Cité de l'Oie, Wezet Toeschouwers: 700 Scheidsrechter: Serge Gumienny (BEL) |
| 8 oktober Vriendschappelijk № 254 «onderlinge duels» 18:00 uur |         | 7' Dieumerci Mbokani 31' Michaël N'Kololo |                | Stade de la Cité de l'Oie, Wezet Toeschouwers: 700 Scheidsrechter: Serge Gumienny (BEL) |

|                                                                 |                               |       |                                     |                                                                                         |
| 12 oktober Vriendschappelijk № 255 «onderlinge duels» 19:00 uur | Gabon                         | 1 – 2 | Congo-Kinshasa                      | Stade Charles Tondreau, Bergen Toeschouwers: 1.850 Scheidsrechter: Serge Gumienny (BEL) |
| 12 oktober Vriendschappelijk № 255 «onderlinge duels» 19:00 uur | Pierre-Emerick Aubameyang 51' |       | 5' Jordan Botaka 88' Chancel Mbemba | Stade Charles Tondreau, Bergen Toeschouwers: 1.850 Scheidsrechter: Serge Gumienny (BEL) |

|                                                                 |        |                                                          |                |                                |
| 6 november Vriendschappelijk № 256 «onderlinge duels» 18:00 uur | Zambia | 0 – 3                                                    | Congo-Kinshasa | Estádio 11 de Novembro, Luanda |
| 6 november Vriendschappelijk № 256 «onderlinge duels» 18:00 uur |        | 32' Bopunga Botuli 34' Guy Lusadisu 63' Jean-Marc Makusu |                | Estádio 11 de Novembro, Luanda |

|                                                                 |         |       |                |                                |
| 7 november Vriendschappelijk № 257 «onderlinge duels» 15:00 uur | Angola  | 1 – 0 | Congo-Kinshasa | Estádio 11 de Novembro, Luanda |
| 7 november Vriendschappelijk № 257 «onderlinge duels» 15:00 uur | Buá 58' |       |                | Estádio 11 de Novembro, Luanda |

|                                                                                  |                                     |       |                                                        | |
| 12 november Kwalificatie WK 2018 Tweede ronde № 258 «onderlinge duels» 14:30 uur | Burundi                             | 2 – 3 | Congo-Kinshasa                                         | Prins Louis Rwagasorestadion, Bujumbura Toeschouwers: 8.000 Scheidsrechter: Mbongseni Fakudze (SWZ) |
| 12 november Kwalificatie WK 2018 Tweede ronde № 258 «onderlinge duels» 14:30 uur | Cedric Amissi 37' Cedric Amissi 81' |       | 5' Yannick Bolasie 85' Ndombe Mubele 87' Ndombe Mubele | Prins Louis Rwagasorestadion, Bujumbura Toeschouwers: 8.000 Scheidsrechter: Mbongseni Fakudze (SWZ) |

|                                                                                  |                                         |       |                                                      |                                                                                               |
| 15 november Kwalificatie WK 2018 Tweede ronde № 259 «onderlinge duels» 14:30 uur | Congo-Kinshasa                          | 2 – 2 | Burundi                                              | Stade de Martyrs, Kinshasa Toeschouwers: 8.000 Scheidsrechter: Luelseghed Ghebremichael (ERI) |
| 15 november Kwalificatie WK 2018 Tweede ronde № 259 «onderlinge duels» 14:30 uur | Jordan N'Kololo 16' Yannick Bolasie 77' |       | 27' (e.d.) Dieumerci Mbokani 89' (pen.) Fiston Razak | Stade de Martyrs, Kinshasa Toeschouwers: 8.000 Scheidsrechter: Luelseghed Ghebremichael (ERI) |

### 2016
|                                                                 |                       |       |                |                                                                                 |
| 10 januari Vriendschappelijk № 260 «onderlinge duels» 16:00 uur | Rwanda                | 1 – 0 | Congo-Kinshasa | Stade Umuganda, Gisenyi Toeschouwers: 5.000 Scheidsrechter: Mashood Ssali (UGA) |
| 10 januari Vriendschappelijk № 260 «onderlinge duels» 16:00 uur | Jacques Tuyisenge 49' |       |                | Stade Umuganda, Gisenyi Toeschouwers: 5.000 Scheidsrechter: Mashood Ssali (UGA) |

| African Championship of Nations 2016 |
| ------------------------------------ |

|                                                                                       |                                                        |       |          |                                                                              |
| 17 januari African Championship of Nations Groep B № 261 «onderlinge duels» 15:00 uur | Congo-Kinshasa                                         | 3 – 0 | Ethiopië | Stade Huye, Butare Toeschouwers: 7.000 Scheidsrechter: Malang Diedhiou (SEN) |
| 17 januari African Championship of Nations Groep B № 261 «onderlinge duels» 15:00 uur | Guy Lusadisu 44' Héritier Luvumbu 46' Elia Meschak 57' |       |          | Stade Huye, Butare Toeschouwers: 7.000 Scheidsrechter: Malang Diedhiou (SEN) |

|                                                                                       |                                                                          |       |                                    |                                                                                  |
| 21 januari African Championship of Nations Groep B № 262 «onderlinge duels» 15:00 uur | Congo-Kinshasa                                                           | 4 – 2 | Angola                             | Stade Huye, Butare Toeschouwers: 7.500 Scheidsrechter: Lemghaifry Ould Ali (MTN) |
| 21 januari African Championship of Nations Groep B № 262 «onderlinge duels» 15:00 uur | Nelson Munganga 8' Meschak Eila 18' Jonathan Bolingi 38' Bope Bokadi 82' |       | 76' Gelson 84' (e.d.) Joël Kimwaki | Stade Huye, Butare Toeschouwers: 7.500 Scheidsrechter: Lemghaifry Ould Ali (MTN) |

|                                                                                       |                                                      |       |                      |                                                              |
| 25 januari African Championship of Nations Groep B № 263 «onderlinge duels» 16:00 uur | Kameroen                                             | 3 – 1 | Congo-Kinshasa       | Stade Huye, Butare Scheidsrechter: Hamada Nampiandraza (MAD) |
| 25 januari African Championship of Nations Groep B № 263 «onderlinge duels» 16:00 uur | Yazid Atouba 40' Moumi Ngamaleu 52' Samuel Nlend 64' |       | 47' Jean-Marc Makusu | Stade Huye, Butare Scheidsrechter: Hamada Nampiandraza (MAD) |

|                                                                                           |                   |              |                                      |                                                             |
| 30 januari African Championship of Nations Kwartfinale № 264 «onderlinge duels» 15:00 uur | Kameroen          | 1 – 2 (n.v.) | Congo-Kinshasa                       | Amahorostadion, Kigali Scheidsrechter: Daniel Bennett (RSA) |
| 30 januari African Championship of Nations Kwartfinale № 264 «onderlinge duels» 15:00 uur | Ernest Sugira 56' |              | 11' Doxa Gikanzi 114' Bopunga Botuli | Amahorostadion, Kigali Scheidsrechter: Daniel Bennett (RSA) |

|                                                                                            |                                                                                                  |              | |                                                                                 |
| 3 februari African Championship of Nations Halve finale № 265 «onderlinge duels» 16:00 uur | Congo-Kinshasa                                                                                   | 1 – 1 (n.v.) | Guinee | Amahorostadion, Kigali Toeschouwers: 18.000 Scheidsrechter: Davies Omweno (KEN) |
| 3 februari African Championship of Nations Halve finale № 265 «onderlinge duels» 16:00 uur | Jonathan Bolingi 102'                                                                            |              | 120' Ibrahima Sankhon                                                                                            | Amahorostadion, Kigali Toeschouwers: 18.000 Scheidsrechter: Davies Omweno (KEN) |
| 3 februari African Championship of Nations Halve finale № 265 «onderlinge duels» 16:00 uur | Strafschoppen                                                                                    |              | | Amahorostadion, Kigali Toeschouwers: 18.000 Scheidsrechter: Davies Omweno (KEN) |
| 3 februari African Championship of Nations Halve finale № 265 «onderlinge duels» 16:00 uur | Joël Kimwaki Ricky Tulengi Michée Mika Jonathan Bolingi Joyce Lomalisa Doxa Gikanzi Meschak Eila | 5 – 4        | Ibrahima Bangoura Ibrahima Sankhon Aboubacar Camara Mohamed Thiam Aboubacar Bangoura Daouda Camara Mohamed Youla | Amahorostadion, Kigali Toeschouwers: 18.000 Scheidsrechter: Davies Omweno (KEN) |

|                                                                                      |                                                        |       |      |                                                                                  |
| 7 februari African Championship of Nations Finale № 266 «onderlinge duels» 18:30 uur | Congo-Kinshasa                                         | 3 – 0 | Mali | Amahorostadion, Kigali Toeschouwers: 28.000 Scheidsrechter: Daniel Bennett (RSA) |
| 7 februari African Championship of Nations Finale № 266 «onderlinge duels» 18:30 uur | Meschak Eila 29' Meschak Eila 62' Jonathan Bolingi 73' |       |      | Amahorostadion, Kigali Toeschouwers: 28.000 Scheidsrechter: Daniel Bennett (RSA) |

|  |  |  |  |  |  |  |  |  |

|                                                                          |                                            |       |           |                                                                  |
| 26 maart Kwalificatie AK 2017 Groep B № 267 «onderlinge duels» 15:30 uur | Congo-Kinshasa                             | 2 – 1 | Angola    | Stade des Martyrs, Kinshasa Scheidsrechter: Joseph Lamptey (GHA) |
| 26 maart Kwalificatie AK 2017 Groep B № 267 «onderlinge duels» 15:30 uur | Cédric Bakambu 23' (pen.) Meschak Eila 79' |       | 90' Fredy | Stade des Martyrs, Kinshasa Scheidsrechter: Joseph Lamptey (GHA) |

|                                                                          |        |                                       |                |                                                                       |
| 29 maart Kwalificatie AK 2017 Groep B № 268 «onderlinge duels» 17:00 uur | Angola | 0 – 2                                 | Congo-Kinshasa | Estádio 11 de Novembro, Luanda Scheidsrechter: El Fadil Mohamed (SUD) |
| 29 maart Kwalificatie AK 2017 Groep B № 268 «onderlinge duels» 17:00 uur |        | 44' Joël Kimwaki 89' Jonathan Bolingi |                | Estádio 11 de Novembro, Luanda Scheidsrechter: El Fadil Mohamed (SUD) |

|                                                             |                     |       |                   |                                                                                         |
| 25 mei Vriendschappelijk № 269 «onderlinge duels» 20:00 uur | Roemenië            | 1 – 1 | Congo-Kinshasa    | Stadio Giuseppe Sinigaglia, Como Toeschouwers: 1.500 Scheidsrechter: Paolo Valeri (ITA) |
| 25 mei Vriendschappelijk № 269 «onderlinge duels» 20:00 uur | Nicolae Stanciu 27' |       | 87' Jeremy Bokila | Stadio Giuseppe Sinigaglia, Como Toeschouwers: 1.500 Scheidsrechter: Paolo Valeri (ITA) |

|                                                                        |                           |       | |                                                                   |
| 5 juni Kwalificatie AK 2017 Groep B № 270 «onderlinge duels» 14:30 uur | Madagaskar                | 1 – 6 | Congo-Kinshasa                                                                                           | Stade Rabemanajara, Mahajanga Scheidsrechter: Davies Omweno (KEN) |
| 5 juni Kwalificatie AK 2017 Groep B № 270 «onderlinge duels» 14:30 uur | Fabrice Rakotondraibe 87' |       | 2' Cédric Bakambu 20' Paul Mpoku 42' Yannick Bolasie 65' Paul Mpoku 82' Cédric Bakambu 90' Jordan Botaka | Stade Rabemanajara, Mahajanga Scheidsrechter: Davies Omweno (KEN) |

|                                                                   |                     |       |            |                                                                                            |
| 19 juni COSAFA Cup Kwartfinale № 271 «onderlinge duels» 18:30 uur | Congo-Kinshasa      | 1 – 0 | Mozambique | Onafhankelijkheidsstadion, Windhoek Toeschouwers: 2.400 Scheidsrechter: Victor Gomes (RSA) |
| 19 juni COSAFA Cup Kwartfinale № 271 «onderlinge duels» 18:30 uur | Nelson Munganga 37' |       |            | Onafhankelijkheidsstadion, Windhoek Toeschouwers: 2.400 Scheidsrechter: Victor Gomes (RSA) |

|                                                                    |                                                                          |              |                                                                            |                                                                                              |
| 22 juni COSAFA Cup Halve finale № 272 «onderlinge duels» 19:30 uur | Botswana                                                                 | 0 – 0 (n.v.) | Congo-Kinshasa                                                             | Onafhankelijkheidsstadion, Windhoek Toeschouwers: 1.700 Scheidsrechter: Helder Martins (ANG) |
| 22 juni COSAFA Cup Halve finale № 272 «onderlinge duels» 19:30 uur |                                                                          |              |                                                                            | Onafhankelijkheidsstadion, Windhoek Toeschouwers: 1.700 Scheidsrechter: Helder Martins (ANG) |
| 22 juni COSAFA Cup Halve finale № 272 «onderlinge duels» 19:30 uur | Strafschoppen                                                            |              |                                                                            | Onafhankelijkheidsstadion, Windhoek Toeschouwers: 1.700 Scheidsrechter: Helder Martins (ANG) |
| 22 juni COSAFA Cup Halve finale № 272 «onderlinge duels» 19:30 uur | Boitumelo Mafoko Moshe Gaolaolwe Thato Kebue Tebogo Sosome Joel Mogorosi | 5 – 4        | Lema Mabidi Bopunga Botuli Basisila Lusadisu Cédric Ngulubi Junior Baometu | Onafhankelijkheidsstadion, Windhoek Toeschouwers: 1.700 Scheidsrechter: Helder Martins (ANG) |

|                                                                    |                     |       |                |                                                                        |
| 25 juni COSAFA Cup Troostfinale № 273 «onderlinge duels» 16:00 uur | Swaziland           | 1 – 0 | Congo-Kinshasa | Onafhankelijkheidsstadion, Windhoek Scheidsrechter: Joshua Bondo (BOT) |
| 25 juni COSAFA Cup Troostfinale № 273 «onderlinge duels» 16:00 uur | Sabelo Ndzinisa 41' |       |                | Onafhankelijkheidsstadion, Windhoek Scheidsrechter: Joshua Bondo (BOT) |

|                                                                             |                                                                              |       |                               |                                                                 |
| 4 september Kwalificatie AK 2017 Groep B № 274 «onderlinge duels» 16:00 uur | Congo-Kinshasa                                                               | 4 – 1 | Centraal-Afrikaanse Republiek | Stade de Martyrs, Kinshasa Scheidsrechter: Bakary Gassama (GAM) |
| 4 september Kwalificatie AK 2017 Groep B № 274 «onderlinge duels» 16:00 uur | Neeskens Kebano 36' Ndombe Mubele 56' Jonathan Bolingi 76' Jordan Botaka 89' |       | 63' Foxi Kéthévoama           | Stade de Martyrs, Kinshasa Scheidsrechter: Bakary Gassama (GAM) |

|                                                                |                |                    |       |                                                               |
| 4 oktober Vriendschappelijk № 275 «onderlinge duels» 19:30 uur | Congo-Kinshasa | 0 – 1              | Kenia | Stade de Martyrs, Kinshasa Scheidsrechter: Lazard Tsiba (CGO) |
| 4 oktober Vriendschappelijk № 275 «onderlinge duels» 19:30 uur |                | 66' Michael Olunga |       | Stade de Martyrs, Kinshasa Scheidsrechter: Lazard Tsiba (CGO) |

|                                                                           |                                                                                   |       |       |                                                                                       |
| 8 oktober Kwalificatie WK 2018 Groep A № 276 «onderlinge duels» 18:30 uur | Congo-Kinshasa                                                                    | 4 – 0 | Libië | Stade de Martyrs, Kinshasa Toeschouwers: 30.000 Scheidsrechter: Mahamadou Keita (MLI) |
| 8 oktober Kwalificatie WK 2018 Groep A № 276 «onderlinge duels» 18:30 uur | Dieumerci Mbokani 7' Jonathan Bolingi 45' Dieumerci Mbokani 57' Ndombe Mubele 69' |       |       | Stade de Martyrs, Kinshasa Toeschouwers: 30.000 Scheidsrechter: Mahamadou Keita (MLI) |

|                                                                             |                            |       |                                         |                                                                  |
| 13 november Kwalificatie WK 2018 Groep A № 277 «onderlinge duels» 17:30 uur | Guinee                     | 1 – 2 | Congo-Kinshasa                          | Stade du 28 Septembre, Conakry Scheidsrechter: Sidi Alioum (CMR) |
| 13 november Kwalificatie WK 2018 Groep A № 277 «onderlinge duels» 17:30 uur | Seydouba Soumah 23' (pen.) |       | 54' Neeskens Kebano 56' Yannick Bolasie | Stade du 28 Septembre, Conakry Scheidsrechter: Sidi Alioum (CMR) |

### 2017
|                                                                |                                            |       |                |                                                                                         |
| 5 januari Vriendschappelijk № 278 «onderlinge duels» 13:30 uur | Kameroen                                   | 2 – 0 | Congo-Kinshasa | Stade Ahmadou-Ahidjo, Yaoundé Toeschouwers: 8.000 Scheidsrechter: Antoine Essouma (CMR) |
| 5 januari Vriendschappelijk № 278 «onderlinge duels» 13:30 uur | Ambroise Oyongo 53' Christian Bassogog 64' |       |                | Stade Ahmadou-Ahidjo, Yaoundé Toeschouwers: 8.000 Scheidsrechter: Antoine Essouma (CMR) |

| Afrikaans kampioenschap voetbal 2017 |
| ------------------------------------ |

|                                                                               |                      |       |         |                                                              |
| 16 januari Afrikaans kampioenschap Groep C № 279 «onderlinge duels» 20:00 uur | Congo-Kinshasa       | 1 – 0 | Marokko | Stade d'Oyem, Oyem Scheidsrechter: Hamada Nampiandraza (MAD) |
| 16 januari Afrikaans kampioenschap Groep C № 279 «onderlinge duels» 20:00 uur | Junior Kabananga 55' |       |         | Stade d'Oyem, Oyem Scheidsrechter: Hamada Nampiandraza (MAD) |

|                                                                               |                                 |       |                                         |                                                        |
| 20 januari Afrikaans kampioenschap Groep C № 280 «onderlinge duels» 17:00 uur | Ivoorkust                       | 2 – 2 | Congo-Kinshasa                          | Stade d'Oyem, Oyem Scheidsrechter: Janny Sikazwe (ZAM) |
| 20 januari Afrikaans kampioenschap Groep C № 280 «onderlinge duels» 17:00 uur | Wilfried Bony 25' Serey Dié 67' |       | 9' Neeskens Kebano 28' Junior Kabananga | Stade d'Oyem, Oyem Scheidsrechter: Janny Sikazwe (ZAM) |

|                                                                               |                       |       |                                                             |                                                                         |
| 24 januari Afrikaans kampioenschap Groep C № 281 «onderlinge duels» 20:00 uur | Togo                  | 1 – 3 | Congo-Kinshasa                                              | Stade de Port-Gentil, Port-Gentil Scheidsrechter: Malang Diedhiou (SEN) |
| 24 januari Afrikaans kampioenschap Groep C № 281 «onderlinge duels» 20:00 uur | Kodjo Fo-Doh Laba 69' |       | 29' Junior Kabananga 54' Ndombe Mubele 80' Paul-José M'Poku | Stade de Port-Gentil, Port-Gentil Scheidsrechter: Malang Diedhiou (SEN) |

|                                                                                   |                      |       |                                       |                                                          |
| 29 januari Afrikaans kampioenschap Kwartfinale № 282 «onderlinge duels» 17:00 uur | Congo-Kinshasa       | 1 – 2 | Ghana                                 | Stade d'Oyem, Oyem Scheidsrechter: Bernard Camille (SEY) |
| 29 januari Afrikaans kampioenschap Kwartfinale № 282 «onderlinge duels» 17:00 uur | Paul-José M'Poku 68' |       | 63' Jordan Ayew 78' (pen.) André Ayew | Stade d'Oyem, Oyem Scheidsrechter: Bernard Camille (SEY) |

|  |  |  |  |  |  |  |  |  |

|                                                               |                                      |       |                 |                                                                                            |
| 26 maart Vriendschappelijk № 283 «onderlinge duels» 17:00 uur | Kenia                                | 2 – 1 | Congo-Kinshasa  | Machakos Kenyattastadion, Machakos Toeschouwers: 5.000 Scheidsrechter: Davies Omweno (KEN) |
| 26 maart Vriendschappelijk № 283 «onderlinge duels» 17:00 uur | Michael Olunga 6' Michael Olunga 71' |       | 60' Gaël Kakuta | Machakos Kenyattastadion, Machakos Toeschouwers: 5.000 Scheidsrechter: Davies Omweno (KEN) |

|                                                                         |                                                            |       |                      |                                                                       |
| 10 juni Kwalificatie AK 2019 Groep G № 284 «onderlinge duels» 18:30 uur | Congo-Kinshasa                                             | 3 – 1 | Congo-Brazzaville    | Stade des Martyrs, Kinshasa Scheidsrechter: Hamada Nampiandraza (MAD) |
| 10 juni Kwalificatie AK 2019 Groep G № 284 «onderlinge duels» 18:30 uur | Cédric Bakambu 20' Cédric Bakambu 56' Chancel Mbemba 90+1' |       | 45+1' Thievy Bifouma | Stade des Martyrs, Kinshasa Scheidsrechter: Hamada Nampiandraza (MAD) |

|                                                                       |                   |       |                |                                                                                    |
| 11 augustus Kwalificatie CHAN 2018 № 285 «onderlinge duels» 15:30 uur | Congo-Brazzaville | 0 – 0 | Congo-Kinshasa | Stade Municipal de Kintélé, Brazzaville Scheidsrechter: Jean Marc Ganamandji (CAF) |
| 11 augustus Kwalificatie CHAN 2018 № 285 «onderlinge duels» 15:30 uur |                   |       |                | Stade Municipal de Kintélé, Brazzaville Scheidsrechter: Jean Marc Ganamandji (CAF) |

|                                                                       |                              |       |                   |                                                                |
| 19 augustus Kwalificatie CHAN 2018 № 286 «onderlinge duels» 15:30 uur | Congo-Kinshasa               | 1 – 1 | Congo-Brazzaville | Stade des Martyrs, Kinshasa Scheidsrechter: Antoine Effa (CMR) |
| 19 augustus Kwalificatie CHAN 2018 № 286 «onderlinge duels» 15:30 uur | Jean-Marc Makusu Mundele 35' |       | 39' Jaures Ngombe | Stade des Martyrs, Kinshasa Scheidsrechter: Antoine Effa (CMR) |

|                                                                             |                                                  |       |                    |                                                                                       |
| 1 september Kwalificatie WK 2018 Groep A № 287 «onderlinge duels» 21:00 uur | Tunesië                                          | 2 – 1 | Congo-Kinshasa     | Stade 7 November, Radès Toeschouwers: 30.000 Scheidsrechter: Eric Otogo-Castane (GAB) |
| 1 september Kwalificatie WK 2018 Groep A № 287 «onderlinge duels» 21:00 uur | Yassine Meriah 18' (pen.) Ghailene Chaalali 47'' |       | 43' Cédric Bakambu | Stade 7 November, Radès Toeschouwers: 30.000 Scheidsrechter: Eric Otogo-Castane (GAB) |

|                                                                             |                                        |       |                                         |                                                                                       |
| 5 september Kwalificatie WK 2018 Groep A № 288 «onderlinge duels» 18:30 uur | Congo-Kinshasa                         | 2 – 2 | Tunesië                                 | Stade des Martyrs, Kinshasa Toeschouwers: 80.000 Scheidsrechter: Daniel Bennett (RSA) |
| 5 september Kwalificatie WK 2018 Groep A № 288 «onderlinge duels» 18:30 uur | Chancel Mbemba 9' Paul-José M'Poku 47' |       | 77' (e.d.) Wilfred Moke 79' Anice Badri | Stade des Martyrs, Kinshasa Toeschouwers: 80.000 Scheidsrechter: Daniel Bennett (RSA) |

|                                                                           |                   |       |                                             |                                                                                        |
| 7 oktober Kwalificatie WK 2018 Groep A № 289 «onderlinge duels» 18:00 uur | Libië             | 1 – 2 | Congo-Kinshasa                              | Stade Mustapha Ben Jannet, TUN Toeschouwers: 750 Scheidsrechter: Malang Diedhiou (SEN) |
| 7 oktober Kwalificatie WK 2018 Groep A № 289 «onderlinge duels» 18:00 uur | Ali Elmusrati 68' |       | 50' Cédric Bakambu 74' Firmin Ndombe Mubele | Stade Mustapha Ben Jannet, TUN Toeschouwers: 750 Scheidsrechter: Malang Diedhiou (SEN) |

|                                                                             |                                                                               |       |                      |                                                                                   |
| 11 november Kwalificatie WK 2018 Groep A № 290 «onderlinge duels» 18:30 uur | Congo-Kinshasa                                                                | 3 – 1 | Guinee               | Stade des Martyrs, Kinshasa Toeschouwers: 3.000 Scheidsrechter: Sidi Alioum (CMR) |
| 11 november Kwalificatie WK 2018 Groep A № 290 «onderlinge duels» 18:30 uur | Ousmane Sidibé 61' (e.d.) Jonathan Bolingi 90+2' (pen.) Neeskens Kebano 90+3' |       | 76' Keita Karamokoba | Stade des Martyrs, Kinshasa Toeschouwers: 3.000 Scheidsrechter: Sidi Alioum (CMR) |

|                                                               |                                      |       |                |                                                                                        |
| 27 maart Vriendschappelijk № 291 «onderlinge duels» 19:00 uur | Tanzania                             | 2 – 0 | Congo-Kinshasa | Nationaal stadion, Dar es Salaam Toeschouwers: 22.000 Scheidsrechter: Elly Sasii (TAN) |
| 27 maart Vriendschappelijk № 291 «onderlinge duels» 19:00 uur | Mbwana Samatta 75' Shiza Kichuya 86' |       |                | Nationaal stadion, Dar es Salaam Toeschouwers: 22.000 Scheidsrechter: Elly Sasii (TAN) |

|                                                             |                          |       |                        |                                                                                                  |
| 28 mei Vriendschappelijk № 292 «onderlinge duels» 18:00 uur | Nigeria                  | 1 – 1 | Congo-Kinshasa         | Adokiye Amiesimakastadion, Port Harcourt Toeschouwers: 41.000 Scheidsrechter: Ayensu Isaka (GHA) |
| 28 mei Vriendschappelijk № 292 «onderlinge duels» 18:00 uur | William Troost-Ekong 14' |       | 78' (pen.) Ben Malango | Adokiye Amiesimakastadion, Port Harcourt Toeschouwers: 41.000 Scheidsrechter: Ayensu Isaka (GHA) |

### 2019
FECOFA · Bondscoaches · Selecties · A-internationals · Vrouwenelftal van Congo-Kinshasa
1960 – 1969 ·
1970 – 1979 ·
1980 – 1989 ·
1990 – 1999 ·
2000 – 2009 ·
2010 – 2019 ·
2020 – 2029
AC 1965 ·
AC 1968 ·
AC 1970 ·
AC 1972 ·
AC 1974 ·
WK 1974 ·
AC 1976 ·
AC 1988 ·
AC 1992 ·
AC 1994 ·
AC 1996 ·
AC 1998 ·
AC 2000 ·
AC 2002 ·
AC 2004 ·
AC 2006 ·
AC 2013
1963 ·
1964 · 
1965 ·
1966 · 
1967 ·
1968 · 
1969 ·
1970 · 
1971 ·
1972 · 
1973 ·
1974 · 
1975 · 
1976 ·
1977 · 
1978 ·
1979 ·
1979 · 
1980 ·
1980 · 
1981 ·
1982 ·
1983 ·
1984 · 
1985 ·
1986 · 
1987 ·
1988 · 
1989 ·
1990 · 
1991 ·
1992 · 
1993 ·
1994 · 
1995 ·
1996 · 
1997 ·
1998 · 
1999 ·
2000 · 
2001 ·
2002 · 
2003 ·
2004 · 
2005 · 
2006 ·
2007 · 
2008 ·
2009 · 
2010 · 
2011 ·
2012 · 
2013 · 
2014 ·
2015 ·
2016 ·
2017 ·
2018 ·
2019 ·
2020 ·
2021 ·
2022 ·
2023
Algerije ·
Angola ·
Bahrein ·
Benin ·
Botswana ·
Brazilië ·
Burkina Faso ·
Burundi ·
Centraal-Afrikaanse Republiek ·
China ·
Congo-Brazzaville ·
Djibouti ·
Egypte ·
Equatoriaal-Guinea ·
Ethiopië ·
Gabon ·
Gambia ·
Ghana ·
Guinee ·
Irak ·
Ivoorkust ·
Joegoslavië ·
Kaapverdië ·
Kameroen ·
Kenia ·
Lesotho ·
Liberia ·
Libië ·
Madagaskar ·
Malawi ·
Mali ·
Marokko ·
Mauritanië ·
Mauritius ·
Mexico ·
Mozambique ·
Namibië ·
Nieuw-Zeeland ·
Niger ·
Nigeria ·
Oeganda ·
Oman ·
Qatar ·
Roemenië ·
Rwanda ·
Saoedi-Arabië ·
Schotland ·
Senegal ·
Seychellen ·
Sierra Leone ·
Soedan ·
Swaziland ·
Tanzania ·
Togo ·
Tsjaad ·
Tunesië ·
Zambia ·
Zimbabwe ·
Zuid-Afrika ·
Zuid-Soedan
AFC-zone: Afghanistan · Australië · Bahrein · Bangladesh · Bhutan · Brunei · Cambodja · China · Chinees Taipei · Filipijnen · Guam · Hongkong · India · Indonesië · Iran · Irak · Japan · Jemen · Jordanië · Koeweit · Kirgizië · Laos · Libanon · Macau · Maleisië · Maldiven · Mongolië · Myanmar · Nepal · Noord-Korea · Oezbekistan · Oman · Oost-Timor · Pakistan · Palestina · Qatar · Saoedi-Arabië · Singapore · Sri Lanka · Syrië · Tadjikistan · Thailand · Turkmenistan · Verenigde Arabische Emiraten · Vietnam · Zuid-Korea

CAF-zone: Algerije · Angola · Benin · Botswana · Burkina Faso · Burundi · Centraal-Afrikaanse Republiek · Comoren · Congo-Brazzaville · Congo-Kinshasa · Djibouti · Egypte · Equatoriaal-Guinea · Eritrea · Ethiopië · Gabon · Gambia · Ghana · Guinee · Guinee-Bissau · Ivoorkust · Kaapverdië · Kameroen · Kenia · Lesotho · Liberia · Libië · Madagaskar · Malawi · Mali · Mauritanië · Mauritius · Marokko · Mozambique · Namibië · Niger · Nigeria · Oeganda · Rwanda · Sao Tomé en Principe · Senegal · Seychellen · Sierra Leone · Soedan · Somalië · Swaziland · Tanzania · Togo · Tsjaad · Tunesië · Zambia · Zimbabwe · Zuid-Afrika · Zuid-Soedan 

CONCACAF-zone: Amerikaanse Maagdeneilanden · Anguilla · Antigua en Barbuda · Aruba · Bahama's · Barbados · Belize · Bermuda · Britse Maagdeneilanden · Canada · Kaaimaneilanden · Costa Rica · Cuba · Curaçao · Dominica · Dominicaanse Republiek · El Salvador · Frans Guyana · Grenada · Guadeloupe · Guatemala · Guyana · Haïti · Honduras · Jamaica · Martinique · Mexico · Montserrat · 
Nicaragua · Panama · Puerto Rico · Saint Kitts en Nevis · Saint Lucia · Saint Vincent en de Grenadines · Sint Maarten · Suriname · Trinidad en Tobago · Turks- en Caicoseilanden · Verenigde Staten

CONMEBOL-zone: Argentinië · Bolivia · Brazilië · Chili · Colombia · Ecuador · Paraguay · Peru · Uruguay · Venezuela

OFC-zone: Amerikaans-Samoa · Cookeilanden · Fiji · Nieuw-Caledonië · Nieuw-Zeeland · Papoea-Nieuw-Guinea · Samoa · Salomoneilanden · Tahiti · Tonga · Vanuatu

UEFA-zone: Albanië · Andorra · Armenië · Azerbeidzjan · België · Bosnië en Herzegovina · Bulgarije · Cyprus · Denemarken · Duitsland · Engeland · Estland · Faeröer · Finland · Frankrijk · Georgië · Gibraltar · Griekenland · Hongarije · IJsland · Ierland · Israël · Italië · Kazachstan · Kosovo · Kroatië · Letland · Liechtenstein · Litouwen · Luxemburg · Macedonië · Malta · Moldavië · Montenegro · Nederland · Noord-Ierland · Noorwegen · Oekraïne · Oostenrijk · Polen · Portugal · Roemenië · Rusland · San Marino · Schotland · Servië · Slovenië · Slowakije · Spanje · Tsjechië · Turkije · Wales · Wit-Rusland · Zweden · Zwitserland